# Omicidio settario del McDonald's di Zhaoyuan
L'omicidio settario del McDonald's di Zhaoyuan coinvolse una commessa di 37 anni, Wu Shuoyan, il 28 maggio 2014 in un ristorante McDonald's della città di Zhaoyuan, nella provincia cinese di Shandong, per mano di alcuni membri di un nuovo movimento religioso o setta. I resoconti concordano sulla dinamica dell’accaduto e sui nomi degli assassini, due dei quali sono stati condannati a morte, ma divergono sul gruppo cui appartenevano. Il crimine ha generato forti emozioni in Cina, dove il dibattito mediatico si è incentrato sia sulla malvagità delle “sette” sia sulla rottura del tessuto sociale del Paese, evidenziato dal fatto che gli altri clienti del McDonald dove l’omicidio è avvenuto, presenti in numero sufficiente ad avere la meglio sugli assassini, non sono intervenuti per salvare la vittima.

## L'omicidio

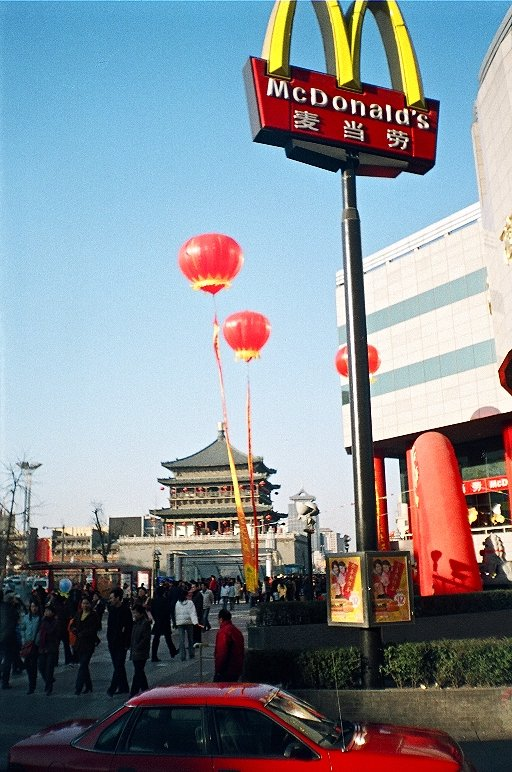
L'insegna della catena in un McDonald cinese

Il 28 maggio 2014, sei persone, fra le quali un adolescente, sono entrati in un McDonald's nella città di Zhaoyuan, nella provincia dello Shandong, in Cina, sostenendo di essere dei “missionari”. Dopo avere esposto il proprio messaggio religioso, hanno chiesto ai clienti del ristorante di fornire i numeri dei telefoni cellulari personali per essere contattati in seguito. Una delle clienti, Wu Shuoyan (1977-2014), commessa in un negozio di abbigliamento dei paraggi, ha rifiutato di fornire il proprio numero. Due “missionari” hanno allora preso a picchiarla con il manico di uno scopettone per le pulizie fino a ucciderla, mentre il resto del gruppo intimava agli altri clienti di non interferire. Le telecamere di sorveglianza hanno registrato la raccapricciante scena per intero. Nel ristorante è poi arrivata la polizia, che ha sopraffatto e preso in custodia gli assassini.
L’adolescente, Zhang Duo (nato nel 2001), era troppo giovane per essere processato, ma gli altri quattro assassini sono stati rinviati a giudizio e il 21 agosto 2014 sono comparsi davanti al Tribunale Intermedio del Popolo di Yantai, nella provincia di Shandong. Due di loro, Zhang Lidong (1959-2015) e sua figlia Zhang Fan (1984-2015), sono stati condannati a morte, con sentenza eseguita il 2 febbraio 2015. Quanto agli altri tre imputati, Lü Yingchun (nata nel 1975) è stata condannata all’ergastolo, Zhang Hang (nata nel 1996) è stata condannata a dieci anni di prigione e Zhang Qiaolian (nata nel 1990) a sette.

## Gli assassini

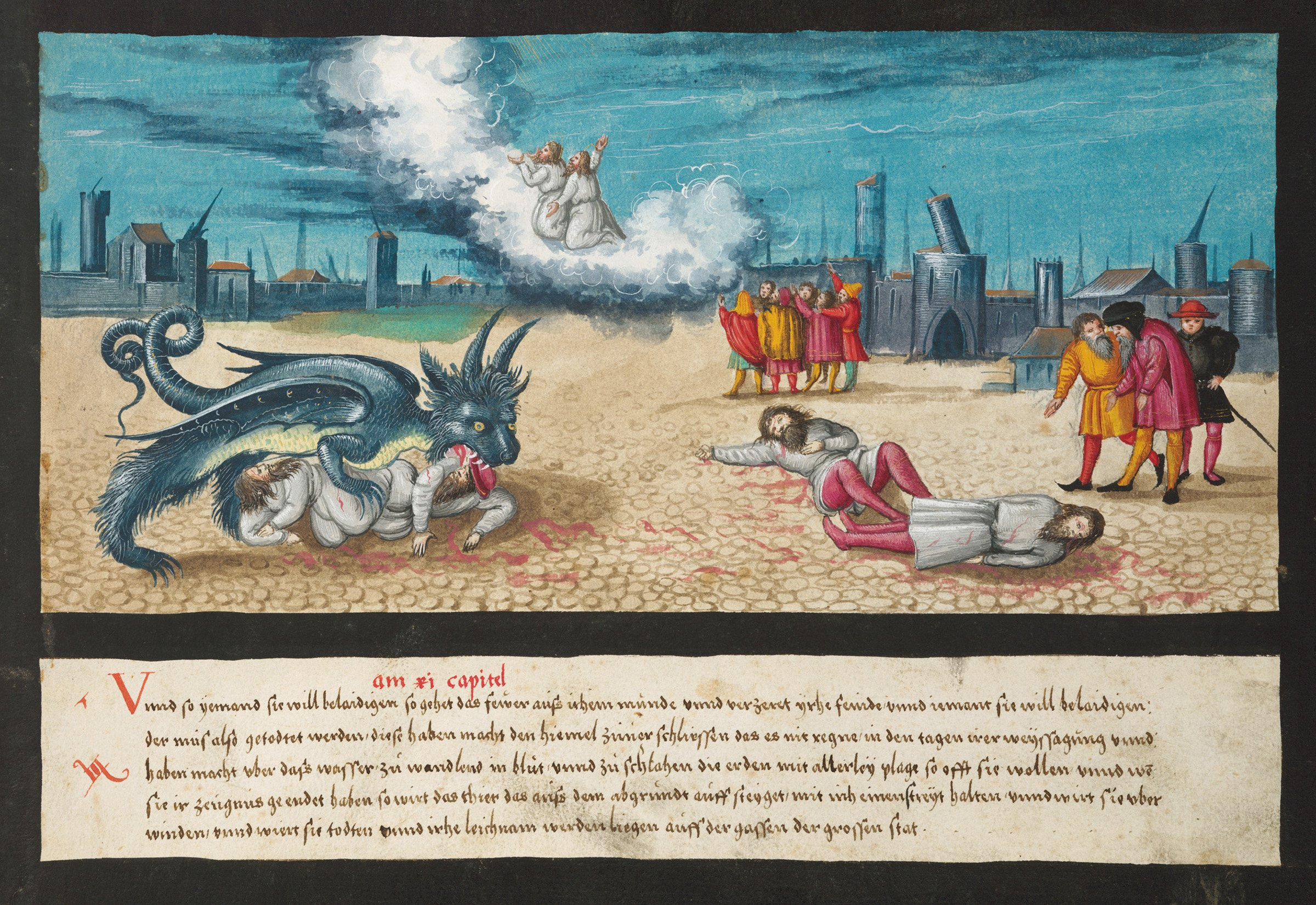
I due testimoni dell'Apocalisse, uccisi dal mostro, in un codice miniato

Il gruppo omicida era composto dai membri della famiglia Zhang, allargata: un ex piccolo imprenditore tessile, Zhang Lidong, disoccupato all’epoca dell’assassinio, la sua amante Zhang Qiaolian e i tre figli nati dal suo matrimonio con una donna di nome Chen Xiujuan, ovvero Zhang Fan, Zhang Hang e Zhang Duo, più Lü Yingchun, una giovane che viveva con la famiglia Zhang. Stando alle informazioni che il gruppo ha fornito durante il processo, e a quelle raccolte attraverso interviste rilasciate ai media cinesi durante la carcerazione, la famiglia Zhang è originaria di Shijiazhuang, nella provincia cinese dello Hebei, ma nel 2000 si è spostata a Zhaoyuan per partecipare alle attività evangelizzatrici di Lü Yingchun, che lì aveva iniziato un ministero religioso di cui Zhang Fan era venuta a conoscenza attraverso Internet.
Nel 2008 il gruppo viene a conoscenza di un libro intitolato Il rumore dei sette tuoni (七雷发声), scritto da una coppia di Baotou, nella Mongolia Interna, Li Youwang e Fan Bin, all’epoca in prigione. Zhang Fan si fa prestare 50.000 renminbi dalla madre e li invia a Baotou in modo che, una volta rilasciati, gli autori del libro possano spostarsi a Zhaoyuan e vivere con la famiglia Zhang, che li considera i “due testimoni” menzionati nell’Apocalisse di Giovanni nella Bibbia.
Nel 2010 Lü Yingchun e Zhang Fan cominciano a vivere assieme, e nel 2011 Zhang Fan sostiene di avere ricevuto una rivelazione che identifica Li Youwang con uno “spirito maligno”. Li e sua moglie lasciano dunque il gruppo, e Zhang Fan e Lü Yingchun proclamano di essere loro i “due testimoni”. In seguito rivelano di essere molto di più, ovvero “Dio nella sua sostanza” e “due corpi di carne che condividono la medesima anima”.
Purificare il gruppo, che non ha mai avuto più di una trentina di aderenti, dai membri identificati come “spiriti maligni” diviene sempre più importante. Secondo Zhang Fan, uno di questi “spiriti maligni” è sua madre, Chen Xiujuan. Alla fine, il 20 maggio 2014, la donna viene cacciata dalla casa di famiglia e le due “divinità” danno a suo marito, Zhang Lidong, il permesso di convivere con la sua amante, Zhang Qiaolian. Secondo Zhang Fan e Lü Yingchun anche il cane di famiglia, Luyi, è posseduto dallo “spirito maligno” di Chen Xiujuan. L’animale viene poi ucciso da Zhang Lidong il 26 maggio 2014, fatto, questo, che il gruppo considera rilevante nella propria battaglia contro gli “spiriti maligni”.
L’incidente del cane è il precedente diretto dell’omicidio di Wu Shuoyan, perpetrato il 28 maggio 2014 nel McDonald di Zhaoyuan. Al processo, Lü Yingchun spiega che era indispensabile uccidere la commessa giacché si trattava di uno “spirito maligno” particolarmente pericoloso: “Zhang Hang aveva chiesto il numero di telefono alla donna, che però si era rifiutata di darglielo. Quando me ne sono resa conto, ho scoperto che eravamo stati attaccati e risucchiati da uno ‘spirito maligno’ che ci aveva resi deboli e indifesi. Abbiamo quindi identificato quello ‘spirito maligno’ nella donna e l’abbiamo maledetta a parole. Non solo però la donna non ascoltava: il suo attacco si faceva addirittura più forte. [...] Durante l’attacco del ‘demone’ contro di noi, io e Zhang Fan abbiamo gradualmente capito che, se la donna non fosse morta, avrebbe divorato tutti. […] Lo scontro tra la donna e noi è stato una battaglia tra due spiriti. Gli altri non potevano né vederla né comprenderla. Anche la polizia non è riuscita a capirla”.

## L’interpretazione ufficiale cinese
Esattamente quale movimento religioso si è reso responsabile dell’efferato delitto? Dal giorno stesso dell’omicidio, le fonti ufficiali cinesi hanno sostenuto che a commetterlo sono stati alcuni membri della Chiesa di Dio Onnipotente, conosciuta anche come “Folgore da Oriente”, un nuovo movimento religioso il cui “prete” è Zhao Weishan (nato nel 1951). Il movimento insegna che Cristo è ritornato sulla Terra come Dio Onnipotente.  Benché non ne menzioni mai il nome, avvertendo che ogni informazione proveniente da fonti esterne può essere sbagliata, la maggior parte degli studiosi ritiene che il movimento identifichi Dio Onnipotente incarnato con una donna cinese chiamata Yang Xiangbin, nata nel 1973 e che si è rifugiata negli Stati Uniti nel 2000 insieme a Zhao Weishan. In Cina, la Chiesa di Dio Onnipotente è stata bandita poco dopo la sua fondazione, avvenuta nel 1991.
Per provare che gli esecutori dell’omicidio del McDonald appartengono alla Chiesa di Dio Onnipotente, le fonti cinesi riferiscono che in casa di Zhang Lidong è stata ritrovata della letteratura di quel movimento, che in una intervista Zhang Fan ha menzionato un libro che ha chiamato God’s Hidden Work (神隐秘的做功), cioè “Il lavoro nascosto di Dio”, un titolo simile a The Hidden Work Done by God (神隐秘的作工), cioè “Il lavoro nascosto svolto da Dio”, che è un testo pubblicato dalla Chiesa di Dio Onnipotente, e che Zhang Lidong, cui, nel corso della prima intervista rilasciata dopo l’omicidio, è stato chiesto in quale religione credesse, ha risposto: “Dio Onnipotente” (全能神).
La maggior parte dei media del mondo ha tratto il racconto dei fatti dai media cinesi, dunque ha ripetuto che responsabile del crimine è stata la Chiesa di Dio Onnipotente. Il governo cinese ha utilizzato l’omicidio del McDonald per giustificare un ennesimo giro di vite contro la Chiesa di Dio Onnipotente, materializzatosi in migliaia di arresti.

## La posizione della Chiesa di Dio Onnipotente (Folgore da Oriente)
La Chiesa di Dio Onnipotente ha condannato l’omicidio, sostenendo però che a commetterlo sono stati degli “psicopatici” che non hanno nulla a che fare con il movimento. Ha inoltre suggerito che per il Partito Comunista Cinese, che perseguita duramente la Chiesa di Dio Onnipotente da ben prima del caso di Zhaoyuan, non sarebbe stato difficile manipolare un gruppo di psicopatici spingendoli a commettere un crimine, onde poi sfruttarlo per screditare il movimento e giustificarne la persecuzione.

## Interpretazioni di studiosi accademici

### Emily Dunn
Nel 2015, la studiosa australiana Emily Dunn ha pubblicato la prima descrizione accademica della Chiesa di Dio Onnipotente in forma di libro. Nel suo studio, Dunn discute anche l’omicidio nel ristorante McDonald, concludendo così: “I mezzi internazionali di comunicazione hanno ripetuto le valutazioni della Chiesa di Dio Onnipotente fornite dai cinesi, che la giudicano bizzarra e violenta [e quindi responsabile del crimine]. Hanno pertanto trascurato le dichiarazioni rilasciate da Lü Yingchun e da Zhang Fan, le quali hanno detto in tribunale che, pur avendo fatto parte in passato della Folgore da Oriente (rispettivamente nel 1998 e nel 2007), l’hanno poi abbandonata”. In scritti successivi, Dunn ha affermato che il gruppo responsabile dell’omicidio era una “propaggine” o uno scisma della Chiesa di Dio Onnipotente, nel senso che un tempo i suoi membri avevano fatto parte di quella Chiesa ma che all’epoca del crimine l’avevano lasciata da molti anni onde formare un movimento indipendente.

### David Bromley e Massimo Introvigne
Il sociologo statunitense David G. Bromley e il sociologo italiano Massimo Introvigne, entrambi specialisti di nuovi movimenti religiosi, hanno studiato e discusso l’omicidio del McDonald in articoli pubblicati nel 2017 e 2018. Introvigne è anche stato uno degli studiosi occidentali invitato nel giugno 2017 nello Henan dall’Associazione Anti-Sette ufficiale cinese per un seminario sulle sette pericolose e sulla Chiesa di Dio Onnipotente. I due studiosi citano la “narrativa” cinese ufficiale che attribuisce l’omicidio del McDonald alla Chiesa di Dio Onnipotente, ma suggeriscono che una “contro-narrativa” che identifichi il gruppo degli assassini con un “micro-movimento” indipendente sia più credibile e trovi maggiori riscontri nei resoconti ufficiali cinesi del processo.
Introvigne e Bromley concordano con la Dunn nel dire che, all’epoca dell’omicidio, gli assassini non erano membri della Chiesa di Dio Onnipotente, ma, diversamente da lei, dubitano che essi abbiano mai fatto parte di quel movimento, benché possano averne letto alcuni libri. La conclusione dei due sociologi si basa su quattro argomenti. Primo, in una intervista Zhang Fan ha affermato che a un certo punto ha avuto interesse a contattare il movimento, ma di fatto “non ho mai avuto contatti con la Chiesa di Dio Onnipotente poiché operavano in modo semi-clandestino e non sono riuscita a trovarli”. Secondo, al processo gli imputati hanno esplicitamente detto che, nonostante entrambi usassero il nome “Dio Onnipotente”, il loro gruppo e la Chiesa di Dio Onnipotente guidata da Zhao Weishan erano due organizzazioni diverse. Come ha dichiarato Lü Yingchun, “lo Stato ha bollato la falsa ‘Chiesa di Dio Onnipotente’ di Zhao Weishan come xie jiao [setta malvagia] e noi li consideriamo ‘spiriti maligni’. Solo io e Zhang Fan […] possiamo rappresentare la vera ‘Chiesa di Dio Onnipotente’. Io e Zhang Fan siamo le uniche portavoce del vero ‘Dio Onnipotente’. Il governo ha perseguitato il ‘Dio Onnipotente’ in cui crede Zhao Weishan, non il ‘Dio Onnipotente’ di cui parliamo noi. Loro sono un ‘Dio Onnipotente’ falso, mentre noi siamo il ‘Dio Onnipotente’ vero”. Terzo, il concetto di “spirito maligno” (邪灵) proprio al gruppo responsabile dell’omicidio non corrisponde alla teologia della Chiesa di Dio Onnipotente, che richiede un lungo discernimento per stabilire la presenza di uno “spirito maligno”, mentre la vittima, Wu Shuoyan, è stata dichiarata “spirito maligno” in pochi minuti solo sulla base del suo rifiuto di fornire il proprio numero di telefono cellulare. Quarto, entrambi i gruppi credono che “Dio Onnipotente” si sia incarnato nel nostro tempo e cammini oggi sulla Terra, e certamente ritengono entrambi che sia questo il principio che fonda la loro fede. Ciononostante, l’identità di “Dio Onnipotente” è diversa nei due gruppi. Per la Chiesa di Dio Onnipotente, non vi può essere altro Dio Onnipotente all’infuori della persona che il movimento indica come tale. Per gli assassini del McDonald, Dio Onnipotente è una divinità doppia consistente in Zhang Fan e in Lü Yingchun, “due corpi di carne che condividono la medesima anima”.